# Nabur
Nabur (ryska: Набур) är en ort i Azerbajdzjan. Den är belägen i distriktet Qobustan Rayonu, i den östra delen av landet, 90 km väster om huvudstaden Baku. Nabur är beläget 778 meter över havet och antalet invånare är 2 726.
Terrängen runt Nabur är lite kuperad. Närmaste större samhälle är Qobustan, 10,9 km söder om Nabur. 
Trakten runt Nabur består till största delen av jordbruksmark. Runt Nabur är det ganska glesbefolkat, med 31 invånare per kvadratkilometer. Medelhavsklimat råder i trakten. Årsmedeltemperaturen i trakten är 14 °C. Den varmaste månaden är augusti, då medeltemperaturen är 29 °C, och den kallaste är januari, med 0 °C. Genomsnittlig årsnederbörd är 581 millimeter. Den regnigaste månaden är februari, med i genomsnitt 71 mm nederbörd, och den torraste är augusti, med 6 mm nederbörd.